# The Town That Dreaded Sundown (film 2014)
The Town That Dreaded Sundown è un film del 2014 diretto da Alfonso Gomez-Rejon e scritto da Roberto Aguirre-Sacasa. La pellicola è un meta-sequel del film del 1976 La città che aveva paura.

## Trama
Estate del 1946, la città di Texarkana, situata tra il Texas e l'Arkansas, viene sconvolta da terrificanti e brutali omicidi da un killer incappucciato soprannominato “Fantasma di Texarkana ”. Le sue prede erano esclusivamente coppiette che si nascondevano per fare l'amore e mieteva vittime solo dopo il tramonto. Ci furono vari arresti, ma nessuno era realmente colpevole. Nonostante ciò, con l'arresto di un certo Benjamin, gli omicidi in città cessano. Nel 1976 viene girato il film basato sugli eventi avvenuti alla città e, nonostante il parere contrario di gran parte degli adulti, la pellicola viene vista ogni Halloween.
31 ottobre 2013 – Moltissime coppie guardano la pellicola “La città che ha paura”, senza pensare cosa abbiano passato i loro nonni. Jami Lerner e il suo accompagnatore, Corey Holland stanno guardando il film. Il ragazzo, comprendendo la noia dell'amica, decide di allontanarsi insieme a lei dalla massa di giovani, arrivando in uno dei luoghi degli omicidi del Fantasma. I due parlano del futuro e Jami dice che ha mandato delle richieste all'università della California e di New York. Successivamente amoreggiano, ma le loro coccole vengono interrotte da un uomo incappucciato: il Fantasma. Il serial killer uccide il ragazzo e lascia andare Jami, dicendole che lo sta facendo per Mary. La ragazza, sconvolta, fugge in città, rivelando tutto quello che è successo, facendo scoppiare una nuova ondata di paura.
La morte di Corey è difficile da accettare. La vita di Jami da un momento all'altro prende una piega diversa. La psicologa vuole darle dei farmaci, ma lei si rifiuta perché li ha già provati tutti quando i suoi genitori sono morti. La nonna, Lillian, è costretta a rispondere alle domande di Jami, dimostrandosi del tutto impreparata, visto che quando avvennero gli omicidi lei era soltanto una ragazza. Foster, Underwood e Tillman, gli sceriffi della città,  invitano la ragazza a non raccontare niente alla stampa, così da non scuotere l'oppinione pubblica. Al funerale dell'amico scomparso, Jamie viene maltrattata dalla madre del ragazzo, Margaret. L'unico che ne esce avvantaggiato dall'accaduto è il reverendo Cartwright, che ha la chiesa di nuovo piena.
26 novembre 2013 – Danny ritorna dal servizio militare e ad aspettarlo c'è Kendra, la sua fidanzata. I due passano l'intera notte a fare sesso. La loro serata viene sconvolta dal Fantasma, che li ucciderà. I nuovi omicidi scuotono ancora di più la città, facendo perfino convocare un'assemblea municipale. I cittadini di Texarkana si chiudono dentro le case, per timore di essere uccisi. Le indagini sul fantasma vengono affidate al Texas Ranger Lone Morales. Jami riceve una lettera del Fantasma in cui le dice che ucciderà ancora e ancora. La ragazza avverte la polizia. Successivamente decide di controllare gli archivi dei casi dal '46 al '76. Qui conosce Nick, un ragazzo molto timido che diventa suo amico. Insieme si recano alla cerimonia per le vittime del Fantasma, dove appare lo stesso. Il padre di Danny gli spara, uccidendolo. In realtà a vestire i panni del Fantasma era un ragazzo disadattato del college, Paul, e non è quindi il vero Fantasma. Quest'ultimo uccide due ragazzini omosessuali che cercavano intimità. Nick ci prova con Jami, ma la ragazza lo rifiuta perché prova dei sensi di colpa nei confronti di Corey.
24 dicembre 2013 – Morales e Tillman arrestano Cartwright per aver mandato l'email a Jami facendosi passare per il Fantasma. Il reverendo desiderava soltanto che la sua chiesa diventasse affollata. Nick e Jami si riavvicinano. Il ragazzo dice che ha trovato il figlio del regista del film e che abita proprio in città. Intanto, Tillman è intento ad avere un rapporto sessuale con Adele, ma i due vengono interrotti e uccisi dal Fantasma. Nick e Jami incontrano il figlio del regista, che gli confessa che il vero Fantasma, quello che ha ucciso nel '46, non era affatto Benjamin. Quest'ultimo è stato usato come capro espiatorio. Dopo l'arresto dell'uomo ci fu un ultimo omicidio e la gente della città lo interpretò come il suicidio del Fantasma, infangando il nome dell'uomo e dell'intera famiglia. La moglie dell'uomo era appunto Mary, che giurò vendetta. La donna ebbe un figlio, che morì, ma che a sua volta ebbe un bambino, e secondo il figlio del regista è proprio lui il Fantasma. Tornata a casa Jami scopre che Lillian ha scoperto le lettere di accettazione dell'università (nascoste mesi prima). Jami dice di non voler partire, ma Lillian la obbliga. Jami e Nick passano un'ultima notte e poi si dicono addio.
Jami e Lillian partono via alla volta della California, ma si fermano a una pompa di benzina. Mentre la ragazza entra in un negozio, il Fantasma uccide Lillian, il benzinaio e il commesso del negozio. Jami cerca di scappare, trovando anche il cadavere di Nick, ma viene ferita. In realtà ci sono due Fantasmi: il primo è Foster, che sarebbe il nipote di Mary; il secondo è Corey, che ha inscenato la sua morte soltanto per far parte di qualcosa di più grande, sapendo che se avesse continuato a stare in città non se ne sarebbe mai andato. Foster, per non aver testimoni, uccide Corey. Jami combatte contro il poliziotto e l'uccide.
Il piano di Foster e Corey diventa di dominio pubblico. In città ritorna la calma, mentre Jami inizia a frequentare l'università della California, esattamente come avrebbe voluto sua nonna, lontano da quell'incubo.

## Accoglienza
Le critiche sono state tutto sommate positive. Rotten Tomatoes indica il 66% di critiche positive.